# 鈴木勝也
鈴木 勝也（すずき かつなり）は、日本の元外交官 。
在ベトナム大使、在ブラジル大使、KEDO担当大使を歴任した。

## 略歴
- 東京都出身。東京大学法学部を卒業。
- 昭和37年４月 外務省入省。
- 平成2年 １月 経済協力開発機構日本政府代表部公使。
- 平成4年 １月 情報調査局長。
- 平成5年 ８月 総理府国際平和協力本部事務局長（第２代）。
- 平成7年 ８月 ベトナム国駐箚特命全権大使。
- 平成10年11月 ブラジル国駐箚特命全権大使。
- 平成14年５月 日朝国交正常化のための本会談日本政府代表 朝鮮半島エネルギー開発機構（KEDO）担当大使。
- 平成17年退官後、6月 帝人株式会社 社外取締役。

他に、日本ブラジル中央協会理事長、アジア太平洋安全保障協力会議（CSCAP）日本委員会委員長、平成19年に2007年東ティモール国民議会選挙日本選挙監視団の団長を務めた。